# لوئیس دنیس
لوئیس دنیس (انگلیسی: Louis Dennis؛ زادهٔ ۹ اکتبر ۱۹۹۲) بازیکن فوتبال اهل بریتانیا است.
از باشگاه‌هایی که در آن بازی کرده‌است می‌توان به باشگاه فوتبال کانوی ایسلند، باشگاه فوتبال ولینگ یونایتد، باشگاه فوتبال گرایس اتلتیک، باشگاه فوتبال داگنم و ردبریج، باشگاه فوتبال بروملی، و باشگاه فوتبال هیز و یدینگ یونایتد اشاره کرد.